# Supercoppa svizzera 2018 (pallavolo femminile)
La Supercoppa svizzera 2018 si è svolta il 7 ottobre 2018: al torneo hanno partecipato due squadre di club svizzere e la vittoria finale è andata per la prima volta al Neuchâtel.

## Regolamento
Le squadre hanno disputato una gara unica.

## Squadre partecipanti
Per effetto del ritiro dal massimo campionato svizzero del Volero Zurigo, vincitore di campionato e Coppa di Svizzera nella stagione 2017-18, hanno disputato la manifestazione le due finaliste delle competizioni.
| Squadra             | Qualificazione                      | Ultima partecipazione    |
| ------------------- | ----------------------------------- | ------------------------ |
| Sm'Aesch Pfeffingen | Finalista Lega Nazionale A 2017-18  | Supercoppa svizzera 2017 |
| Neuchâtel           | Finalista Coppa di Svizzera 2017-18 | Supercoppa svizzera 2011 |

## Torneo
| 7 ottobre 2018 Arena Mobilière, Muri bei Bern Durata: ? - Spettatori: ? | Sm'Aesch Pfeffingen | 1 - 3 | Neuchâtel | 25-22, 22-25, 20-25, 20-25 |